# Brian Wilson
Brian Douglas Wilson (Inglewood, Kalifornia, 1942. június 20. – Beverly Hills, Kalifornia, 2025. június 11.) kétszeres Grammy-díjas amerikai dalszerző, producer, énekes, a 20. századi popzene egyik legjelentősebb alakja. A The Beach Boys egyik alapító tagja, két testvére Carl Wilson, Dennis Wilson, az unokatestvére Mike Love, és barátja Alan Jardine mellett. Kezdetben ő volt a zenekar vezetője, fő dalszerzője, és a dalok producere, viszont a SMiLE után lemondott a zenekar vezetéséről, és több teret engedett a társainak.
Wilsont és Beach Boyst 1988-ban iktatták be a Rock and Roll Hall of Fame-be melynek honlapján így írnak Wilsonról: „Egyike a kevés vitathatatlan zseniknek a könnyűzenében”. 1998-ban pedig a Vocal Groups Hall of Fame-be. A Rolling Stone magazin „Minden idők 100 legjobb énekese” listáján Wilson az 52 lett. 2005-ben Grammy-díjat nyert a "Mrs. O'Leary's Cow (Fire)"-ért, mint a legjobb instrumentális rock szám. Dennis Wilson ezt mondta Brianről: "Brian a The Beach Boys, mi csak a hírvivői vagyunk, Ő a minden – mi semmik vagyunk."
| „              | Nem vagyok zseni. Csak egy keményen dolgozó fickó. | ” |
| – Brian Wilson |                                                    |   |

## Élete és a The Beach Boys

### Korai évek
Audree Wilson és Murry Wilson gyermekeként született. Ő volt a legidősebb a három testvér közül. Két öccse volt Carl Wilson és Dennis Wilson. Amikor Brian 2 éves volt, a család elköltözött Hawthorne közelébe, Los Angeles mellé, körülbelül 5 mérföldnyire a Csendes-óceántól.
Itt töltötte az egész gyerekkorát. Az apja fedezte fel először Brian kivételes zenei képességét, amikor néhányszor elénekelte neki, és ő visszaénekelte a dallamot a ’’When the Caissons Go Rolling Along’’-ból. Murry azt mondta: ”Nagyon okos és nagyon gyors, csak szeretni tudom őt.”
Körülbelül 2 éves volt Brian, amikor hallotta George Gershwin-től a Rhapsody in Blue-t, ami rendkívül nagy hatást gyakorolt rá. Néhány évvel később vette észre, hogy a jobb fülére nem hall olyan jól. Az ok nem ismert, nagyon valószínű, hogy nagyothallónak született, és az apja egyik ütésétől vesztette el hallását a jobb fülére. Számtalan történet kering arról, miként bántalmazta fizikailag és lelkileg Murry fiait gyermekkorukban.
Brian játszott az iskolai focicsapatban mint hátvéd, baseballozott is, de legtöbb idejét a zenének áldozta. Megszállottan gyakorolt zongorázni iskola után, és rengeteget hallgatta a ’’Four Freshment’’-t. A gimnázium utolsó évében a tanulás mellett ebédidőben együtt zenélt barátaival (Keith Lent és Bruce Griffin). Az egyik iskolai rendezvényen is szerepeltek, és hatalmas tapsot kaptak. Hívta a zenekarába unokatestvérét is, Mike Love-ot, akivel gyakran énekeltek együtt, és a Carl testvérét, majd egy zenekart alakítottak „Carl and the Passions” néven. Koncertet adtak, és különböző számokat adtak elő a Dion és a Belmontstól, a Four Freshmentől pedig az It’s a Blue World-ot, ami még nehéznek bizonyult számukra. Ennek ellenére nagy hatást gyakoroltak a barátjukra, Al Jardine-ra, aki ott ült a nézők között, és elhatározta hogy ő is csatlakozik a csapathoz. Így alakult meg a zenekar, először ’’The Pendeltones’’ néven.
1960 szeptemberében Brian beiratkozott az El Camino College-re, pszichológia szakra, de amellett folytatta zenei tanulmányait a főiskolán. 1961 elején írta első saját szerzeményét, melynek dallama a kocsijában jutott eszébe és később otthon dolgozta ki a harmóniáit. Később Surfer Girl-nek keresztelte el, és 1963-ban vette fel a Beach Boys-zal, majd a dal top 10-es sláger lett.
1961 őszén Brian, Carl és Dennis Wilson, Alan Jardine és Mike Love felvették a "Surfin’" című dalukat, amelyet a Candix Records adott ki. A kislemez a nyugati parton nagy sikert aratott, és az országos listán is a 75. helyig jutott. Dennis így emlékszik rá vissza: "Amikor először hallottuk a dalunkat a rádióban, éppen a Hawthorne Boulevard-on hajtottunk Brian 1957-es Fordjában. Egyszer csak azt mondta a DJ: ’’Következzen egy zenekar Hawthorne-ból, a Beach Boys, és a Surfin’’. Az utcán kiabáltunk, és bedörömböltünk az ajtókon: ’’A dalunk megy a rádióban’’! Soha többé nem láttam azt a büszke kifejezést Brian arcán." A Pendeltones nem volt többé, a tagok megkérdezése vagy beleegyezése nélkül, a kiadó ’’The Beach Boys’’-ra keresztelte át a zenekart.
1961 szilveszterén került sor a Beach Boys első nyilvános fellépésére. Három nappal előtte Murry vett a fiának egy basszusgitárt és egy erősítőt, és Brian ilyen rövid idő alatt tanult meg rajta játszani.

### A „The Beach Boys” és a kezdeti sikerek
1962 elején Brian és Mike Love megírták a "Surfin’ Safari"-t és ekkor már úgy tűnt, hogy véglegesedik a Beach Boys felállása: a legifjabb Wilson testvér Carl szólógitár, Al Jardine ritmusgitár, Dennis a doboknál, Brian basszusgitár, és Mike Love mint szólóénekes és frontember. Ám hirtelen Al elhagyta a zenekart, hogy a fogászati tanulmányaira koncentrálhasson. Brian aggódott az együttes jövőjéért és megkérte Carl barátját David Marks-ot hogy álljon be Al Jardine helyére.
A Surfin’ Safari album 9 Brian Wilson szerzeményt tartalmaz, és bár mindegyik számnak csak egyszerű volt a hangszerelése, mégis nagyon változatosak, és mint az elkövetkezendő lemezeken, ezen is könnyen emészthető, könnyed dalok szerepelnek, amik megalapozzák a Beach Boys nemzetközi hírnevét. Az album Nick Venet-et jelöli meg producerként, ám sejteni lehet, hogy a dalok producere valójában Brian volt. Az album csak 32. helyet érte el az amerikai albumlistán, a címadó dal viszont elég sikeres volt: Svédországban 1. helyezett lett és az USA-ban is 900 000 példány kelt el a kislemezből.
1963. március 4-én a Beach Boys kiadta a Surfin’ U.S.A.-t ami azonnal országos sztárokká tette a Beach Boyst, és a Billboard lista 3. helyéig jutott. A szám egy teljesen új hangzást teremtett, és meghatározta a Beach Boys hangzását a korai években. A Surfin’ U.S.A. kislemez sikerének hatására a Beach Boys kiadta a Surfin’ U.S.A. albumot. A teltebb vokálhangzást a vokálsávok megduplázásával érték el, megteremtve ezzel a Beach Boys sajátos hangzását. Hasonlóan, mint a ’’Surfin’ Safari’’ esetében, erős a gyanú, hogy a lemez producere valójában nem Venet volt, hanem Brian. Ezen az albumon található Brian első instrumentális szerzeménye a "Stoked". Ugyanez év szeptemberében jelent meg a harmadik Beach Boys album a Surfer Girl. Itt már Briant hivatalosan is feltüntetik a borítón mint producer. A Surfer Girl nagy előrelépést jelentett Brian zeneszerzői és produceri munkásságában. Itt már elkezd stúdiózenészeket alkalmazni, a "Surfer Moon"-ban pedig vonós hangszereket is hallhatunk. Az album ugyanúgy, mint a "Surfin’ U.S.A" is bearanyozódott és a nagylemezlista 7. helyéig jutott.
1963 nyarán a Capitol Records ’’Shut Down’’ címmel jelentetett meg egy válogatást autós témájú dalokból, rajta többek közt a Beach Boys "409" és "Shut Down" című számaival – mindezt a zenekar tudta és beleegyezése nélkül. Brian válaszként befejezett hirtelen néhány autós dalt és hihetetlen ütemben vettek fel 8 új dalt mindössze egy nap alatt, és 1963 októberében alig egy hónappal azután hogy kiadták a ’’Surfer Girl’’ albumot már a polcokon volt a Little Deuce Coupe. A hihetetlen tempó ellenére az album dalai nagyon színvonalasak, és mivel egy számot kivéve mindegyik az autókról szól, ezt az albumot tartják a poptörténelem első koncepcióalbumának. A ’’Little Deuce Coupe’’ hihetetlen sikeres volt. Az albumlista 4. helyéig jutott, és platinalemez lett. Al Jardine a lemez felvételei előtt csatlakozott a zenekarhoz, mint állandó tag és az őt helyettesítő David Marks nem sokkal később távozott. Eközben vették fel és adták ki a karácsonyi időszakra a Little Saint Nicket, is ami ugyancsak nagyon sikeres volt és mind a mai napig az egyik legnépszerűbb karácsonyi dal.
1964 a hatalmas erejű Brit Invázió ellenére egyértelműen a Beach Boys éve volt. A Márciusban kiadott kissé kaotikus lemez a Shut Down Volume 2, ami csak a 13. helyig jutott a ranglistán, olyan hatalmas slágereket tartalmazott, amik mind a mai napig megállják a helyüket. Kezdve a Fun, Fun, Fun-al, a lenyűgöző Don't Worry Baby-n (amit sokan minden idők egyik legnagyszerűbb dalának tartanak), egészen a lélegzetelállítóan szép The Warmth Of The Sun-ig. A Beatles tagjai öntudatlanul olyan kihívást jelentettek Brian számára, melynek hatására a korábbiaknál is keményebb munkára kényszerítette magát, s célja nem csupán az volt, hogy felülmúlja saját korábbi teljesítményét: mindenki korábbi teljesítményét felül akarta múlni. Néhány hét alatt születtek olyan dalok mint például az " I Get Around ", a "Wendy", az "All Summer Long". Brian hihetetlen fejlődésen ment keresztül: egyre bonyolultabb akkordmeneteket irt, a dalok hangszerelése nagyon bővült, de mindez nem ment a fantasztikus dallamok rovására. Az ’’All Summer Long’’ Brian kreativitásának egyik csúcspontja és a popzene egyik legkiemelkedőbb alkotása, valamint kritikai sikere mellett komoly közönségsikert könyvelhetett el, mivel a nagylemez lista 4. helyéig jutott és aranylemez lett.
Októberben adták ki Brianék első koncertalbumukat Beach Boys Concert néven, ami szintén aranylemez lett és a nagylemez lista 1. helyéig menetelt. A zenekar egy hónappal később kiadta a The Beach Boys’ Christmas Album-ot, ami szintén aranylemez lett és a Billboard Karácsonyi listáján a 6. helyig jutott, és mind a mai napig minden idők egyik legkedveltebb karácsonyi lemeze. Brian hihetetlen ütemben dolgozott, írta a dalokat és vette föl őket a stúdióban. A folyamatos, megfeszített tempójú munkának idővel meg kellett fizetni az árát. 1964. december 23-án, miközben az együttes egy houston-i koncertre repült, Brian pánikrohamot szenvedett el, majd a következő év elején bejelentette, visszavonul a turnézástól, hogy minden erejét a zeneszerzésre és a lemezfelvételekre fordíthassa. Egy ideig Glen Campbell helyettesítette Briant a koncerteken, ám saját karrierje érdekében hamarosan kilépett az együttesből. A Beach Boys zenész barátjukat, Bruce Johnstont kérte meg, hogy találjon egy alkalmas zenészt Brian helyére. Miután nem járt sikerrel, maga Johnston vált az együttes teljes jogú tagjává, először a koncerteken helyettesítette Wilsont, a későbbiekben pedig a lemezfelvételeken is közreműködött.
1965-ben Brian már nem lépett föl a koncerteken, vagy csak elvétve egy-kettőn. Így teljesen a zeneszerzésre és a produceri munkára tudott koncentrálni. Brian ezekben az időkben sokat producerkedett más zenekaroknak, amik a Pet Projects, The Brian Wilson Productions-on jelentek meg. A gyümölcsöző produceri munka eredménye a The Beach Boys Today!, ami nagy előrelépést jelentett Brian zenéjében, és a Beach Boys hangzásában. Háttérbe szorulnak a gitárok, nagyobb szerephez jutnak a billentyűs és ütős hangszerek, Wilson bátran kísérletezik a hangerő radikális változtatásával, a dalszövegek pedig jóval érettebbek a korábbiaknál. Az album A-oldalát napfényes popdalok foglalják el, míg a második oldalra kerültek a komorabb balladák. A 3. helyig jutó „California Girls”-t 1965 novemberében újabb top 20-as kislemez, a „The Little Girl I Once Knew” követte, a zenekar addigi legexperimentálisabb dala, a refréneket megelőző több másodpercnyi csönddel, pszichedelikus orgonával, mélabús fúvósokkal. Talán a túlságosan extrém hangszerelésnek tudható be, hogy a kislemez nem jutott feljebb a 20. helynél, így ez lett az első Beach Boys-kislemez 1963 óta, amelyik nem került be az első tízbe. Brian következő fantasztikus lemeze a Summer Days (And Summer Nights!!). Itt se a gitárok dominálnak, sokkal inkább a fúvósokra építi a hangzást Brian. A lemezen található " Help Me, Rhonda " az együttes második listavezető száma lett az Egyesült Államokban, maga a lemez pedig a 2. helyig jutott és a zenekar kilencedig aranylemeze lett. Angliában csak a Pet Sounds után adták ki a lemezt 1966-ban és top 5-ős lemez lett.
Következő lemezük a Beach Boys' Party! ami egy stúdióban felvett „koncert”, és amit Brian egy vicces albumnak képzelt el, és nem is tervezett kislemezt kiadni az albumról. Azonban a "The Little Girl I Once Knew" sikertelensége miatt a Capitol hirtelen kimásolta a „Barbara Ann” című Fred Fassert szerzeményt, ami a lemez, záró száma volt, és ami meg sem állt a Billboard lista 6. helyéig. Az Egyesült Királyságban is hatalmas sikert aratott a szám a kislemezlista 3. helyéig jutott és országos sztárokká tette az együttest a Beatles szülőhazájában, amit még a következő évtizedekben is meg tudott őrizni.

### A Pet Sounds és a Good Vibrations
Brian mint zeneszerző, és mint producer a Pet Sounds-zal ért kreativitásának csúcspontjára. Az album éteri szépségű vokálharmóniái, lenyűgözően összetett melódiái, hangeffektjei (kutyaugatás, egy távolodó vonat hangja), és a popzenében szokatlan hangzásai (orgonaerősítőn keresztül felvett gitár, csembaló, fuvola, teremin, egy helyen biciklicsengő) együttesen olyan egyedülálló dalkollekciót eredményeztek, amely sok szempontból máig is felülmúlatlan. Az ’’Acclaimed Music’’ szerint a Pet Sounds a legelismertebb album a kritikusok által. Paul McCartney elismerte, hogy milyen nagy hatással volt az album a Sgt. Pepper's Lonely Hearts Club Bandre. Az album több szempontból is újító volt. Egyrészt az egyik szám a lemezen a God Only Knows volt az első popdal, amiben szerepelt az „Isten” szó. Az albumot lehet a koncepció-albumok közé is sorolni, mivel majdnem minden dala egytől egyig Brian felnőtté válással kapcsolatos nehézségeit, a szerelem mulandó izgalmát, a gyerekkor iránti nosztalgiáját, növekvő elidegenedését a külvilágtól, és egy boldogabb jövő iránti sóvárgását tükrözik.
Az album sajnos csak az amerikai albumlista 10. helyéig jutott, és nem lett aranylemez, ami mélyen elkeserítette Briant, és bár Angliában 2. helyezett lett és a kritikusok az egekbe magasztalták a lemezt, közönségsikere mégsem vethető össze a korábbi Beach Boys albumokhoz.
Még a Pet Sounds idején írta Brian a következő és még nagyratörőbb munkáját, a Good Vibrationst. Brian ebben a dalban tovább akarta tökéletesíteni a lemezstúdió, mint „hangszer” elvet, és olyan hangzást ért el vele, amit előtte, és utána senki más. A dal felvételei négy stúdióban zajlottak, tizenhét felvételi ülést igényeltek, több, mint kilencven órányi hangszalagot emésztettek fel, s a végső költségek kb. 50.000 dollárra rúgtak (többe került, mint egy nagylemez teljes felvételi költsége.)
David Leaf, a The Beach Boys and The California Myth című biográfia szerzője a következőket írja a dalról: ’’„Íme, maga a tökély – a Beach Boys első milliós példányszámban eladott listavezető slágere jelentős technikai áttörést jelentett, s bebizonyította a világnak, hogy egy lemezstúdióban bármi lehetséges."’’. A New Musical Express 1966-os közönségszavazásán, a Beach Boyst választották, mint a világ legjobb vokális zenekara, maga mögé utasítva a Beatlest, valamint Brian a „Világ zenei személyei” listáján a 4. helyen végzett.

### SMiLE
Miközben a végső simításokat végezte a Pet Sounds-on, és elkezdett dolgozni a "Good Vibrations"-ön, Brian megismerkedett Van Dyke Parks-szal. 1966 végén Wilson és Parks közösen kezdtek dalokat írni, melyek idővel egy formabontó szvit formáját öltötték, s melyeket Wilson a Beach Boys következő, időközben Dumb Angel-ről SMiLE-ra átkeresztelt nagylemezére szánt. A „Good Vibrations”-éhez hasonló, moduláris módszerrel rögzített lemez felvételei 1966 augusztusában kezdődtek, és a következő év tavaszáig tartottak. Noha az album felépítése és a dalok pontos sorrendje évtizedeken át végtelen elmélkedések tárgya volt, annyi nyilvánvaló volt, hogy Wilson és Parks egy tematikailag és zeneileg összefüggő folyamatos dalciklusként képzelték el a SMiLE-t, melyen a dalokat a zenei témák rövid vokális és instrumentális variációi kötötték volna össze.
A Beach Boys többi tagja, különösen Love, túl bonyolultnak és a zenekar bejáratott stílusától idegennek találta Wilson és Parks ötleteit. Love egy az egyben elutasította a SMiLE koncepcióját, nyíltan kritizálta Parks dalszövegeit, és állítása szerint aggasztotta Brian növekvő drogbevitele. A „Cabinessence” című dal felvételei során Love azt követelte Parkstól, magyarázza el a dal záró sorának („Over and over the crow cries uncover the cornfield”) értelmét. A session heves veszekedésbe fulladt, és nem sokkal később Parks megszakította munkakapcsolatát Wilsonnal.
1967 elején minden korábbinál nagyobb nyomás nehezedett Brian Wilsonra: romló mentális állapota, zenekarának heves ellenállása, a Pet Sounds viszonylagos sikertelensége, és a Capitol Records-szal folytatott jogdíjak miatti pereskedés mind késleltették a SMiLE elkészültét. A helyzetet nehezítette Wilson nyugtató-, marihuána- és amfetaminfüggősége is, mely tovább súlyosbította pszichikai problémáit.
Néhány héttel a Beatles Sgt. Pepper's Lonely Hearts Club Band-jének megjelenése előtt Brian félbehagyta a SMiLE munkálatait. A következő három évtizedben a lemezt körülvevő legenda egyre duzzadt, mígnem a SMiLE lett a poptörténelem leghíresebb kiadatlan albuma. A lemez néhány dalát 1967 nyarán újra felvették Brian új házi stúdiójában, drasztikusan lecsupaszított hangszereléssel. A befejezett „Heroes and Villains” és a "Good Vibrations" mellett ezek a számok alkották a szeptemberben kiadott Smiley Smile nagylemez anyagát, amelyet a kritika és a közönség is bukásként könyvelt el.
A felvételek félbehagyása ellenére a SMiLE körüli érdeklődés nem csökkent. A következő években Carl Wilson összeállított néhány dalt az 1966-67-es ülésekről, amelyek meg is jelentek a 60-as, 70-es évek fordulójának Beach Boys-lemezein („Our Prayer”, „Cabinessence”, „Cool, Cool Water”, „Surf’s Up”). A zenekar még 1972-ben is megpróbálkozott a lemez összeállításával, ám kénytelenek voltak megállapítani, hogy a végtelen számú daltöredékből egyedül Brian Wilson lenne képes egységes egészet alkotni – ám ő addigra már hallani sem akart a SMiLE-ról. Az eredeti felvételek közül 1993-ban jó néhány megjelent a Good Vibrations box seten, ám a teljes SMiLE albumra 2003-ig kellett várni, amikor Wilson és Parks befejezték a lemez megírását. A SMiLE végül 2004 szeptemberében jelent meg, Brian Wilson szólólemezeként.

### A SMiLE utáni időszak a 15 Big One-ig
A ’’SMiLE’’ kudarca után Brian lemondott a zenekar vezetői szerepéről, és nagyobb beleszólást engedett társainak. A ’’Wild Honey’’ és az 1973-as ’’Holland’’ album kiadása közti időszak az együttes pályafutásának legdemokratikusabb szakasza, melynek során a Beach Boys valamennyi tagja nagyjából azonos mértékben járult hozzá a dalok szerzéséhez és felvételeihez, a produceri szerepet pedig fokozatosan Brian öccse, Carl Wilson vette át. (Az LP „How She Boogalooed It” című dala az első olyan nem mástól feldolgozott Beach Boys-szám, melynek szerzésében Brian nem működött közre.) A ’’Wild Honey’’ tehát egy új fejezetet nyitott a zenekar életében. A ’’Surfer Girl’’ album óta ez az első lemez ahol a zenekar tagjai zenélnek, és bár majdnem minden dalt Brian ír, producerként itt is az egész zenekar van megjelölve. A zenekar népszerűsége egyre csökkent Amerikában, ám a Beatles szülőhazájában komoly sikereket értek el a 70-es években is. Az album ugyanúgy, mint az utána következő ’’Friends’’ elég gyengén fogyott az Egyesült Államokban. A lemez a Wild Honey-hoz hasonlóan minimalista és egyszerű produkciós megoldásokat alkalmaz, noha jóval lágyabb és harmonikusabb elődjénél, s visszatérnek a zenekar lemezeiről a Pet Sounds óta hiányzó komplex, többszólamú vokálok is. A "kevesebb több" megközelítés alól az egyetlen kivétel a "Diamond Head" című instrumentális dal, melynek felvétele során Brian Wilson visszanyúlt a ’’SMiLE’’-időszak impresszionista, pszichedelikus hangulatához, és a ’’SMiLE’’ dalaihoz hasonlóan apró szekciókból építette fel a számot.
A ’’Friends’’ volt az utolsó Beach Boys-album egészen 1976-ig, amelynek dalszerzői és produkciós munkálataiban Brian Wilson aktívan közreműködött; egyes állítások szerint a lemez megjelenése után Wilson átmenetileg ki is lépett az együttesből. Bruce Johnston megerősítette, hogy Brian az 1970-es ’’Sunflower’’ LP kommerciális bukása után végleg otthagyta a zenekart, és az évtized közepéig nem is tért vissza, csupán egy-két számot írt a Beach Boys hetvenes évek első felében kiadott albumaira. Az 1969-ben kiadott ’’20/20’’ albumon már nem csak kizárólag Brian Wilson szerzemények találhatók. Carl átvette a produceri helyett, és Dennis is megtalálta rejtett zeneszerzői képességeit. Az album elég gyengén fogyott Amerikában, ám Angliában a kislemezre kimásolt "Do It Again" második listavezető daluk lett. A ’’Sunflower’’ album nagyon gyengén fogyott, ám az idő múlásával megváltozott az albumról a vélemény, és manapság a Beach Boys egyik legjobb albumának tartják. A ’’Surf’s Up’’ szintén kicsit gyengén fogyott, ám az album maga nagyon színes és egyedi, és a kritika is pozitívan fogadta az albumot. A ’’Carl and the Passions – "So Tough"’’ és a ’’Holland’’sem tartozik az együttes legjobb munkái közé. Itt a hangzást elsősorban a két újonnan érkező tag: Blondie Chaplin, és Ricky Fataar határozzák meg.

### Brian visszatér
A 15 Big Ones album jelentette Brian Wilson visszatérését az együttesbe. Az LP-n számos új Brian Wilson-szerzemény mellett a tagok néhány kedvenc fiatalkori dalának feldolgozása is szerepelt, többek között az ötödik helyezett kislemez "Rock & Roll Music", a "Blueberry Hill", és az "In the Still of the Night". Brian és Mike közös dala, az "It's OK" a korai évek napfényes hangzását idézte, és mérsékelt sikert aratott kislemezre másolva. A lemez megjelenését a Saturday Night Live TV-show The Beach Boys: It's OK című speciális kiadásával reklámozták, melyben feltűnt a SNL két állandó szereplője, Dan Ayckroyd és John Belushi is. Brian Wilson nyájasan beleegyezett, hogy gúnyt űzzön saját, állítólagos öt éven át tartó ágyhoz kötött remeteségéből, és a show egyik (meglehetősen kínos) jelenetében a szörföző Wilsont láthatjuk – noha valójában életében soha meg sem próbálkozott a hullámlovaglással.
Az új albumot a Reprise a Brian visszatért reklámkampánnyal harangozta be, noha magát Wilsont meglehetősen felkavarta a kampány jelmondata. Mike Love a Reprise-kampányra reagálva lemezre vett egy gazdagon hangszerelt, szeretetteljes dalt "Brian's Back" címmel (Carl Wilson és a többi Beach Boys-tag közreműködésével), melyben elhangzik az "Azt mondják, Brian visszatért, de szerintem soha el sem tűnt" sor. Noha Love szándékai vélhetőleg tisztességesek voltak, a dal mélyen megbántotta Wilsont, akinek kérésére a szám hivatalosan meg sem jelent, noha bootlegeken széles körben hozzáférhető volt, 1998-ban pedig felkerült az Endless Harmony válogatás CD-re.
Az 1977-es The Beach Boys Love You album dalait szinte kivétel nélkül Brian írta. Az album dalai a vidám rock and rolltól ("Honkin' Down the Highway") az érzelmes balladákon át ("Let's Put Our Hearts Together") a gyerekesen ostoba számokig ("Solar System") meglehetősen bizarr kollekciót alkotnak. Noha gyengén fogyott, a lemez a rajongók kultikus kedvencévé vált.
Brian közreműködése a következő albumokon ismét egyre csökkent, s a nyolcvanas évek elejére újra visszavonult a külvilágtól. Noha alkalmanként fellépett a koncerteken, mind az élő előadásokon, mind a lemezfelvételeken meglehetősen passzív volt. A nagyszabású Brian visszatért kampány ellenére a kritikusok egybehangzó véleménye szerint a hetvenes évek végére a Beach Boys rég túljutott alkotói csúcspontján. Sokan úgy gondolták, hogy a rocktörténelem drogáldozatainak hosszú sorában Brian lesz a következő.

### Jogi csatározások
Brian pszichológiai problémái számos jogi nézeteltérés forrásaivá váltak. A hetvenes évek közepén a Beach Boys felbérelte az ellentmondásos módszereiről ismert pszichológust, Eugene Landy-t, hogy segítsen Wilsonon. Landy segítségével Wilson állapota jelentősen javult: saját bevallása szerint Wilson vélhetőleg meghalt volna Landy közbeavatkozása nélkül. Landy sikeresen csökkentette Brian drogfüggőségét, s 1987-re Wilson kellően jó állapotba került ahhoz, hogy felvehesse első szólólemezét. Ugyanakkor Landy mind növekvő mértékben befolyása alá kerítette sztárbetegét. Miután a zenekar többi tagja azzal vádolta Landy-t, hogy saját előnyeire tartja totális ellenőrzés alatt Wilsont, a bíróság megtiltotta az orvos és betege bárminemű érintkezését.
Az együttes névhasználati joga feletti pereskedések mellett három jelentős bírósági ügy történt az utóbbi másfél évtizedben. Először Wilson indított pert annak érdekében, hogy visszaszerezze dalai és a zenekar kiadójának, a Sea Of Tunes-nak jogait (Brian még 1967-ben ajándékozta a teljes Sea Of Tunes katalógust apjának). Ügyvédei sikeresen bizonyították, hogy az idő tájt Wilson mentális állapota nem tette lehetővé, hogy megfontolt döntéseket hozzon. Noha Wilson végül nem szerezte vissza dalainak szerzői jogait, 25 millió dollárnyi kárpótlást kapott a kifizetetlen jogdíjakért.
Nem sokkal azután, hogy Wilson megnyerte a Sea Of Tunes-ügyet, Mike Love perelte be Briant, társszerzői címet követelve magának számos Beach Boys-dalban, többek között a Help Me, Rhonda-ban, a California Girls-ben, az I Get Around-ban, a Wouldn't It Be Nice-ban, az I Know There's an Answer-ben, és a zenekar sok más sikeres számában. Love-nak 13 millió dollárnyi kártérítést ítélt a bíróság. Mike későbbi interjúiban elmondta, hogy a dalok szövegeinek nagy részét ő írta, noha bizonyos esetekben csak egy-két sorral járult hozzá a szöveghez.
2005 novemberében Love ismét pert indított Wilson ellen, miután a brit Mail On Sunday egyik számához "Good Vibrations" címmel ingyenes CD-melléklet jelent meg hárommillió példányban. Az ingyenes lemez Wilson SMiLE albumának promotálását szolgálta, ám szerepel rajta öt Wilson-Love szerzemény. Love állítása szerint a "Good Vibrations" és a SMiLE a Beach Boys nevének és image-ének engedély nélküli felhasználásával jelent meg, és több millió dollárnyi kártérítést követelt, valamint további egymillió dollárt a Beach Boys hírnevét ért károkat helyreállító hirdetéseket finanszírozandó.
Love állítása szerint: "Az unokatestvéremet, Briant, akivel rengeteg slágert írtunk közösen, akit szeretek, és akiért aggódok, ismét olyan emberek veszik körül, akiket kizárólag saját anyagi hasznuk érdekel, és nincsenek tekintettel Brian jogaira, az én jogaimra, vagy akár néhai testvéreinek, Carl-nak és Dennisnek hagyatékára, valamint gyermekeik jogaira. Sajnos a történelem ismétli önmagát. Brian mentális állapota miatt mindig is könnyen befolyásolható volt. Egyszerűen gátat akarok szabni a bitorlók csalásainak!"
Az általános vélemény szerint a perrel Love pusztán arra akarta rákényszeríteni Wilsont, hogy Johnstonnal továbbra is a jól profitáló Beach Boys név alatt turnézhassanak.
Wilson weblapján a következő közlemény jelent meg: "A Brian elleni per teljesen értelmetlen. Brian természetesen megvédi magát a bíróságon, ugyanakkor mélyen elszomorítja őt, hogy unokatestvére bármire képes saját anyagi céljai érdekében."

## Szólókarrier

### A kezdeti évek szólóénekesként
Hála Eugene Landy-nek, Brian elég jó állapotba került ahhoz, hogy felvegye az első szólólemezét, ami a ’’Brian Wilson’’ nevet viseli. Brian utoljára az 1985-ös The Beach Boys albumon működött közre az együttesével, mint zeneszerző és producer, és utána 1987-ben már a debütáló szólóalbumát vett föl, amit 1988-ban adott ki önéletrajzával együtt, ami a ’’ Wouldn't It Be Nice – My Own Story’’ nevet viseli. A kritikusok pozitívan fogadták ám az album csak az 54. helyig jutott az amerikai albumlistán.
Második szólóalbuma, a Sweet Insanity nem lett kiadva. 1995-ben Brian elvette Melinda Ledbettert. A pár 4 gyereket adoptált 2 fiút és 2 lányt. Brian első házasságábol is született két gyerek Marilyn Rovell-től: Carnie Wilson és Wendy Wilson.
Szintén 1995-ben Brian két albumot is kiadott, az egyik az I Just Wasn’t Made for These Times cimet viseli, a másik az Orange Crate Art, aminek majdnem minden számát a régi dalszerző szövegiro partnere, akiven együtt dolgozott a ’’SMiLE’’ albumon Van Dyke Parks irta, és Brian énekelte a szólóvokált. A következő album az Imagination, ami 1998-ban jelent meg, a kritikusok körében mérsékelt sikert aratott, és az eladási adatok is elég gyengék voltak. 2002-ben kiadott koncertalbum a Pet Sounds Live, ami Brian élő előadása a Beach Boys magnum opusának, a legendás Pet Sounds albumnak. Az előadásokat a rajongók nagyra értékelte, sokan életük legnagyobb élményének tartották.

### A SMiLE feltámadása 2004–2009
37 évvel az eredeti ’’SMiLE’’ album kudarcba fulladása után, Brian és szerzőtársa Van Dyke Parks ismét neki fogtak, hogy egy egésszé formálják a SMiLE albumot. Az album végül 2003-ban készült el nagyjából úgy, ahogy azt ’66-ban megálmodták. Az albumot Brian a Royal Festival Hall-ban mutatta be. A koncert után 10 perces tapsot kapott az idős zseni. Brian ezután turnéra indult zenekarával, ami a Beach Boys gitárosából Jeff Foskett-ből, a the Wondermints zenekarból, akik csatlakoztak Brianhez, és a háttérénekes Taylor Mills-ből állt.
A turné után korhű, hatvanas évekbeli technikával rögzítették a SMiLE lemezváltozatát a hollywoodi ”Sunset Sound” stúdióban, ahol annak idején az eredeti session-ök egy része is zajlott. Az album 13. helyez érte el az amerikai nagylemezlistán, és a kritikusok egybehangzó véleménye, hogy az album a popzene egyik legkiemelkedőbb alkotása. 2005-ben Grammy-díjat nyert Brian, a "Mrs. O'Leary's Cow (Fire)"-ért, mint a legjobb instrumentális rock szám.
Brian a SMiLE után kiadott egy karácsonyi albumot ’’What I Really Want for Christmas’’ cimmel, ami igencsak rosszul szerepelt az albumlistán, és éppen csak a 200. helyet érte el. A 2008-as ’’That Lucky Old Sun’’már jobban szerepelt: Angliában 37., Amerikában 21. lett. Ezen az albumon is Brian Van Dyke-al dolgozott, és a kritikusok rendkívül pozitívan értékelték az albumot.

### Brian Wilson Reimagines Gershwin
2009-ben Brian szerződést kötött a Disney-vel két album kiadására. Az első a ’’Brian Wilson Reimagines Gershwin’’ hatalmas sikert aratott. A kritikusok Brian életének egyik legjobb alkotásaként jellemezték, és a közönségsiker sem múlt el, 1. helyezett lett a Billboard Jazz listáján, és 26. a Billboard 200-as listáján.

## Díjak és kitüntetések
- Briant és a Beach Boyst 1988-ban iktatták be a Rock and Roll Hall of fame-be, 1998-ban pedig a Vocal Groups Hall of Fame-be
- 2000-ben kisbolygót neveztek el az énekesről 18125 Brianwilson néven.
- 2001 márciusában a TNT és a Radio City Music Hall szervezett egy koncertet An All-Star Tribute to Brian Wilson cimmel. A koncerten olyan énekesek működtek közre mint: Elton John, Billy Joel, David Crosby, Dennis Hopper, Paul Simon, Carly Simon, The Go-Go's, Cameron Crowe, Sir George Martin, Vince Gill, Jimmy Webb, Darius Rucker, Matthew Sweet, The Boys Choir of Harlem, és még sokan mások.
- A ’’Pet Sounds számos zenei magazin ’’Minden idők legjobb lemez’’-ének listáján 1. helyen végzett. A Rolling Stone magazin ’’Minden idők 500 legjobb albuma’’ listáján a második lett.
- 2004. május 10-én az 52. BMI díjátadó gála keretében, Brian megkapta a ’’BMI Icon’’ címet.
- 2005-ben Grammy-díjat nyert a "Mrs. O'Leary's Cow (Fire)"-ért, mint a legjobb instrumentális rock szám.
- 2006 novemberében Wilsont beiktatták a ’’UK Music Hall of Fame’’-be

## Albumok
- Brian Wilson (1988. július 12.)
- I Just Wasn’t Made for These Times (1995. augusztus 15.)
- Orange Crate Art (with Van Dyke Parks) (1995. október 24.)
- Imagination (1998. június 16,)
- Live at the Roxy Theatre (2000. június 19.)
- Pet Sounds Live (2002. június 11.)
- Gettin' in Over My Head (2004. június 22.)
- Smile (2004. szeptember 28.)
- What I Really Want for Christmas (2005. október 18.)
- That Lucky Old Sun (2008. szeptember 2.)
- Brian Wilson Reimagines Gershwin (2010. augusztus 17.)

## Filmek
- The Beach Boys: An American Band, High Ridge Productions (1985). A film a zenekar életrajzát mutatja be archív felvételek által, különösen a ’’SMiLE’’-ra koncentrálva. Hossz: 103 perc
- Brian Wilson: I Just Wasn't Made for These Times, Palomar Picture (1995) Hossz: 69 perc
- Brian Wilson: A Beach Boys Story, Biography (1999) Hossz: 100 perc
- Endless Harmony: The Beach Boys Story, Delilah Films (2000) Hossz: 141 perc
- ’’The Beach Boys: An American Family’’(2000)
- Love and Mercy (2014) Lionsgate Production Hossz: 121 perc ( Fsz: John Cusack, Paul Dano, Elizabeth Banks )